# Ali Tabatabaee
Ali Tabatabaee (in persiano:علی طباطبایی; Teheran, 27 febbraio 1973) è un cantante iraniano naturalizzato statunitense.

## Biografia
Fa parte del gruppo rapcore Zebrahead come uno dei due cantanti. È originario di Teheran in Iran, ma ha frequentato le scuole superiori a La Habra in California dove conobbe gli altri membri degli Zebrahead. Egli cita delle sue favorite band tra le quali A Tribe Called Quest, System of a Down e N.W.A.
Ha partecipato nel DVD dei Reel Big Fish intitolato You're All In This Together nella canzone Unity (originaria degli Operation Ivy).
Data la crescente popolarità in Giappone ad Ali Tabatabaee e al nuovo membro della band Zebrahead, Matty Lewis, SEGA ha chiesto di registrare una nuova voce per la canzone tema, intitolata His World, di Sonic the Hedgehog gioco per Xbox 360 e PlayStation 3.